# Die Spanische Inquisition

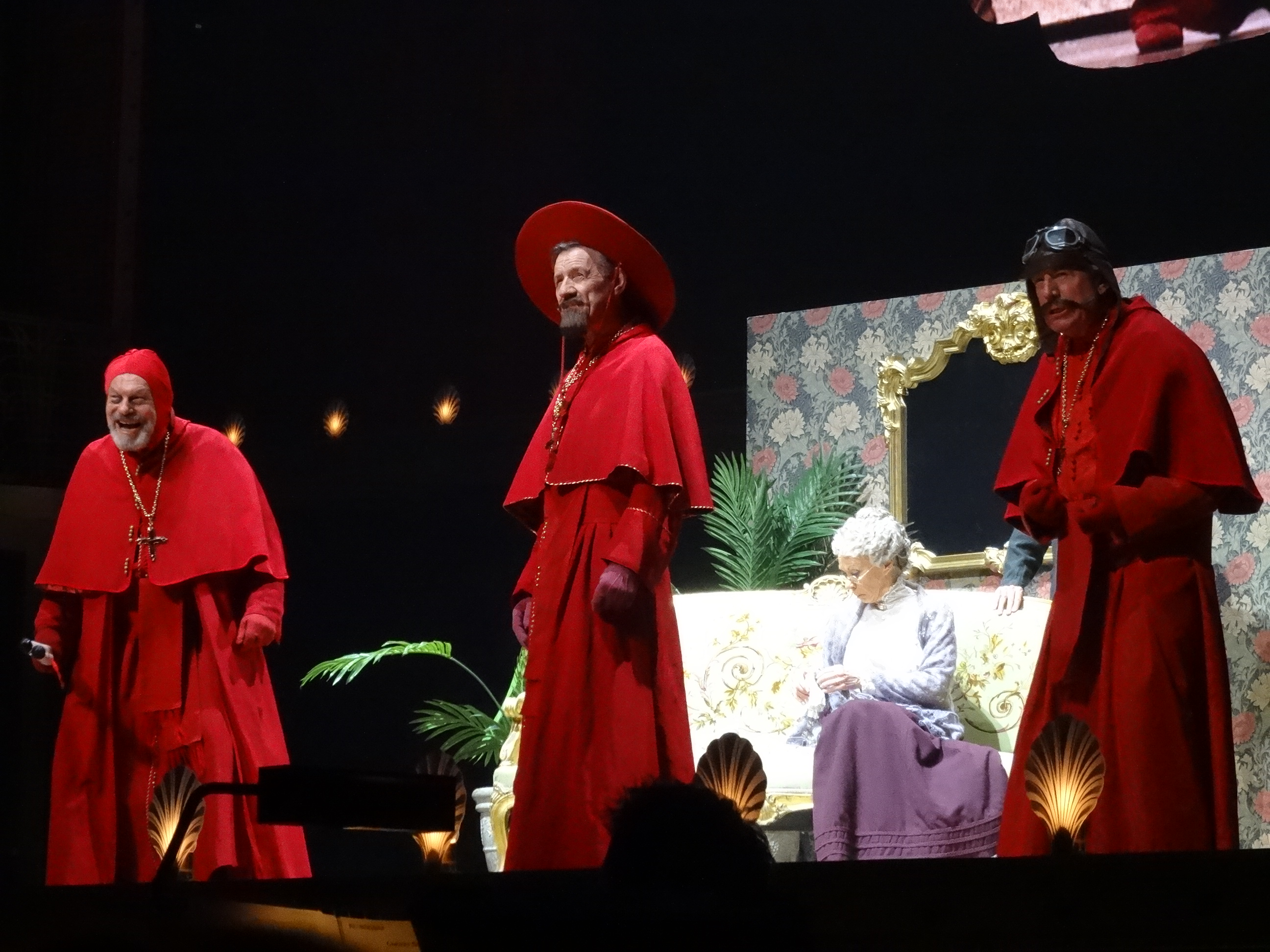
Die Spanische Inquisition bei Monty Python Live (mostly), Juli 2014

Die Spanische Inquisition (The Spanish Inquisition) ist ein Sketch der britischen Komikergruppe Monty Python, der in der gleichnamigen 15. Episode (2. der 2. Staffel) ihres Programms Monty Python’s Flying Circus präsentiert wird. Der Sketch wurde erstmals im britischen Fernsehen am 22. September 1970 gezeigt.
Hauptperson des Sketches ist „Kardinal Ximinez“ (gespielt von Michael Palin), Anführer der spanischen Inquisition, begleitet von seinen Kollegen „Kardinal Biggles“ (Terry Jones) und „Kardinal Fang“ (Terry Gilliam). Ximinez ist Francisco Jiménez de Cisneros nachempfunden, Biggles (angelehnt an die gleichnamige Romanfigur von William Earl Johns) und Fang sind bekannte Figuren des Flying Circus. Zentrale Zeile des Sketches ist Ximinez’: „Nobody expects the Spanish Inquisition!“ („Niemand erwartet die Spanische Inquisition!“).

## Inhalt

### Erster Teil
Nach einer kurzen Vorgeschichte kommt es zu einer Situation, in der zwei andere Charaktere (Graham Chapman und Carol Cleveland) sich unterhalten. Als der von Chapman gespielte Charakter wiederholt nach dem Inhalt einer seiner Aussagen gefragt wird, ist ihm die drängende, inquisitionstribunalartige Befragung schließlich zu viel und er meint „I didn’t expect a kind of Spanish Inquisition!“ („Ich habe hier nicht eine Art Spanische Inquisition erwartet!“). In diesem Moment stürmen, von einem Tusch begleitet, drei Kardinäle den Raum und Ximinez gibt triumphierend zu verstehen: „Nobody expects the Spanish Inquisition!“ („Niemand erwartet die Spanische Inquisition!“).
Im Folgenden versucht Ximinez zu erklären, dass Überraschung die Hauptwaffe der Inquisition sei („Our chief weapon is surprise“), jedoch fallen ihm ständig weitere Waffen ein, sodass er mehrmals neu ansetzt, um seine Vorstellung zu machen. Diese wird immer komplizierter und verschachtelter, um alle Waffen unterzubringen, so z. B. Überraschung, Furcht und Treue zum Papst („an almost fanatical devotion to the Pope“). Immer wieder verlassen die drei den Raum, und der Befragte muss noch einmal den Einsatz geben, damit sie noch einmal effektvoll hereinstürmen können. Schließlich soll Biggles die Vorstellung übernehmen, er stammelt aber nur herum, und Ximinez springt wieder ein. Um ihre Gefährlichkeit zu unterstreichen, lachen die drei Kardinäle diabolisch und machen entsprechende Gesten (das wird zur Erklärung jeweils eingeblendet).
Schließlich will Ximinez die am vorherigen Gespräch beteiligte junge Frau dazu bringen, ihre Ketzerei zu gestehen, sie ist jedoch nicht beeindruckt. Deswegen fordert Ximinez von Biggles „The rack!“ (eine Streckbank); Biggles hat jedoch nur einen Geschirrständer bei sich, wie er teilweise in Spülen eingesetzt wird (und der im Englischen ebenfalls „rack“ heißt). Trotzdem ziehen sie ihre Vorstellung weiter durch; während Ximinez angesichts der Inkompetenz seiner Kollegen verzweifelt, binden diese der jungen Frau das rack auf den Bauch und tun so, als sei es eine Streckbank. Natürlich ist die Frau so nicht zu einem Geständnis zu bewegen. Dann endet der Sketch und geht mit dem Auftritt von John Cleese als Mitarbeiter der BBC, der Graham Chapman für die nächste Szene als Komparsen rekrutieren will, nahtlos und wie bei Monty Python’s Flying Circus häufig ohne Schlusspointe in den nächsten über.

### Zweiter Teil („Photos of Uncle Ted“)
Nach einigen anderen Sketchen sieht man eine junge Frau (Carol Cleveland) und eine alte Dame (Marjorie Wilde) beim Betrachten von ewig gleichen Fotos von Onkel Ted, die von der jungen Frau nach dem Betrachten mit Überdruss zerrissen werden. Schließlich taucht auf einem der Fotos überraschend die Spanische Inquisition auf, so dass die junge Frau das bekannte Stichwort: „I didn’t expect the Spanish Inquisition!“ geben kann. Erneut stürmen Ximinez, Biggles und Fang mit einem Tusch den Raum, denn: „Nobody expects the Spanish Inquisition!“.
Es folgt ein Einschub, in dem ein Erzähler (John Cleese) zu Ausschnitten aus Pieter Bruegels Gemälde Der Triumph des Todes die Geschichte der Spanischen Inquisition kurz darstellt und mit der Einschätzung schließt, die von ihr errichtete Herrschaft von Gewalt, Terror und Folter würde einen prima Film abgeben. Danach sind die drei Kardinäle mit der alten Dame von zuvor in einem Folterkeller, sie soll ihre Ketzerei gestehen. Dies sei ihre einzige Chance zu überleben, doch erneut fallen Ximinez nach und nach weitere Möglichkeiten ein. Schließlich beginnt die „Folter“: Die Frau wird von Biggles mit weichen Kissen („the soft cushions“) gestupst. Als sie nicht gesteht, holt Fang den schrecklichen bequemen Sessel („the comfy chair“), in den sich die Dame setzen muss, was ihr sichtlich gefällt, besonders als Ximinez beginnt, ihr aufzuzählen, was sie zum Tee und zum Dinner bekommen kann. Als Ximinez sie dann mehrmals drohend anschreit, sie solle gestehen („Confess! Confess! Confess!“), bricht Kardinal Biggles zusammen und gesteht. Als dann ein gezeichneter Polizist gesteht, endet der Sketch und geht in den nächsten über.

### Dritter Teil
Am Ende der Episode kommt es zu einer Gerichtsszene, in der ein selber angeklagter Richter zum Tode auf dem Scheiterhaufen verurteilt wird. Überrascht über diese Form der Hinrichtung, entgegnet er: „I didn’t expect the Spanish Inquisition!“. Alle Anwesenden sehen daraufhin erwartungsvoll zur Tür, doch nichts geschieht.
Die drei Kardinäle verlassen nämlich gerade erst in großer Eile ihr Haus und erwischen gerade noch den Bus, der sie zum Gericht bringen soll. Doch die Fahrt ist lang und inzwischen beginnen schon die Abschluss-Credits abzulaufen. Die Kardinäle bemerken das und drängen auf größere Eile, doch die Credits neigen sich dem Ende entgegen. Erst als der Produzent (einer der letzten Posten) bereits abgelaufen ist, erreichen sie Old Bailey und den Gerichtssaal, und Ximinez kommt nur noch bis: „Nobody expects the …“, dann wird er mit „The End“ überblendet und ihm entfährt ein „Oh bugger!“.